# کوئینل براون
کوئینل براون (انگلیسی: Quinnel Brown؛ زادهٔ ۲۶ اوت ۱۹۸۳) بازیکن بسکتبال اهل ایالات متحده آمریکا است.